# Вајт Медоу Лејк (Њу Џерзи)
Вајт Медоу Лејк (енгл. White Meadow Lake) насељено је место без административног статуса у америчкој савезној држави Њу Џерзи.

## Демографија
По попису из 2010. године број становника је 8.836, што је 216 (-2,4%) становника мање него 2000. године.
| Група             | 2000.         | 2010.         |
| Белци             | 7.957 (87,9%) | 7.248 (82,0%) |
| Афроамериканци    | 146 (1,6%)    | 149 (1,7%)    |
| Азијати           | 425 (4,7%)    | 520 (5,9%)    |
| Хиспаноамериканци | 426 (4,7%)    | 812 (9,2%)    |
| Укупно            | 9.052         | 8.836         |